# Рубеж ухода
Рубе́ж ухо́да (возвра́та) — точка, положение которой рассчитано так, чтобы в случае ухода с неё на запасной аэродром количество топлива на борту воздушного судна к расчётному времени прилёта на запасный аэродром было достаточным для безопасного маневрирования и посадки.
В случае неблагоприятной метеорологической обстановки в районе аэродрома назначения или отсутствия возможности принять воздушное судно на этом аэродроме по техническим причинам, командир воздушного судна должен принять решение об уходе на запасной аэродром на рубеже ухода. Это обеспечивает должный запас топлива для маневрирования при посадке на запасном аэродроме.
Согласно требованиям ФАП, рубеж ухода определяется таким образом, чтобы к расчетному времени прилета на запасной аэродром количество топлива на борту воздушного судна оставалось не менее чем на 30 минут полета на высоте 450 м над уровнем ВПП.